# St. Ignatius (Tokio)

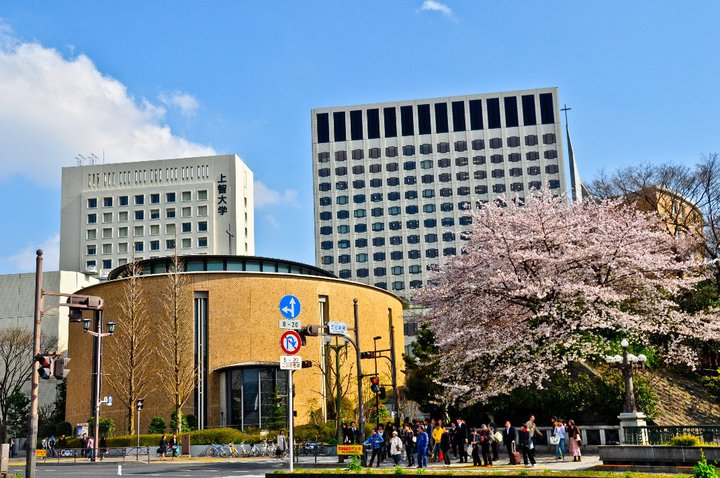
St.-Ignatius-Kirche (2013)

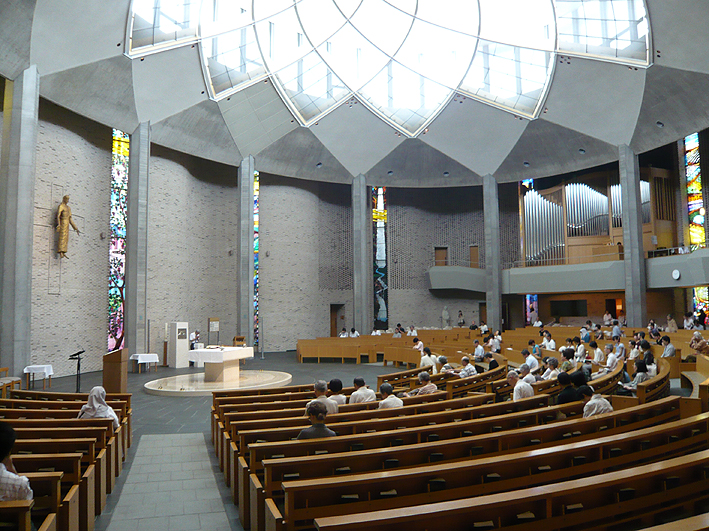
Innenraum

St. Ignatius (japanisch 聖イグナチオ教会 sei-Igunachio kyōkai, deutsch ‚Sankt-Ignatius-Kirche‘, englisch St. Ignatius Church) ist eine römisch-katholische Kirche auf dem Gebiet der Sophia-Universität im Zentrum Tokios. Sie liegt im Stadtteil Kōjimachi des Bezirks Chiyoda der japanischen Präfektur Tokio. Die Pfarrei ist Teil des Erzbistums Tokio.
Die ursprünglich am Standort der Sophia-Universität befindliche Kirche St. Teresa aus dem Jahr 1936 brannte 1945 nach dem Bombenangriff auf Tokio nieder. Am 2. Dezember 1947 wurde der Bau der Kirche begonnen und am 17. April 1949 durch Erzbischof Peter Tatsuo Doi geweiht sowie dem Patronat des Jesuiten-Gründers Ignatius von Loyola unterstellt. Die Pfarrgemeinde wurde der 1948 der Gesellschaft Jesu anvertraut.
Von 1992 bis 1999 wurde an dieser Stelle ein Kirchenneubau errichtet. Die Kirche besteht aus einem Hauptschiff, drei Kapellen und einem Glockenturm im Stil der europäischen Moderne mit Elementen japanischer Architektur. Das Hauptschiff hat eine elliptische Form, die einem Ei ähnelt und die Auferstehung Christi symbolisiert. Das Innere der Kirche ist mit einem stilisierten Kruzifix verziert.
Das eine Lotusblüte symbolisierende Glasdach wird von 12 Säulen getragen, die die 12 Apostel darstellen sollen. Zwischen diesen Säulen befinden sich 12 Buntglasfenster, die die Geschichte der Erschaffung der Welt beschreiben.
Die Orgel wurde 1999 von Jehmlich Orgelbau Dresden erbaut. Sie verfügt über 49 Register auf drei Manualen und Pedal.
In der Nähe der Hauptkirche befindet sich die Kapelle des heiligen Ignatius von Loyola und der Heiligen Jungfrau Maria.

## Galerie

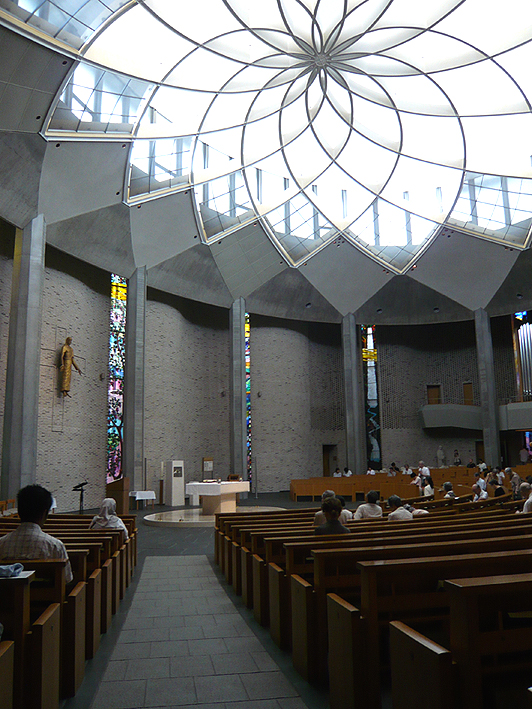
Dachkonstruktion in Form einer Lotusblüte
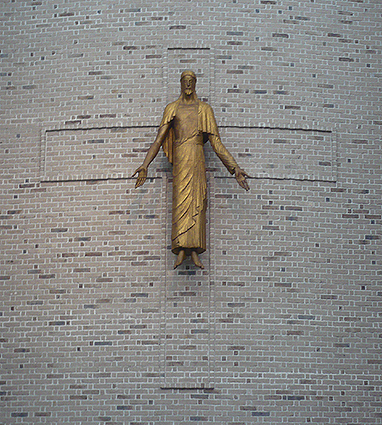
Kruzifix
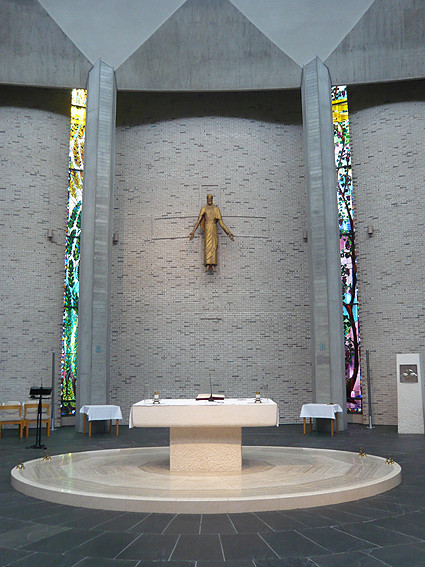
Altar
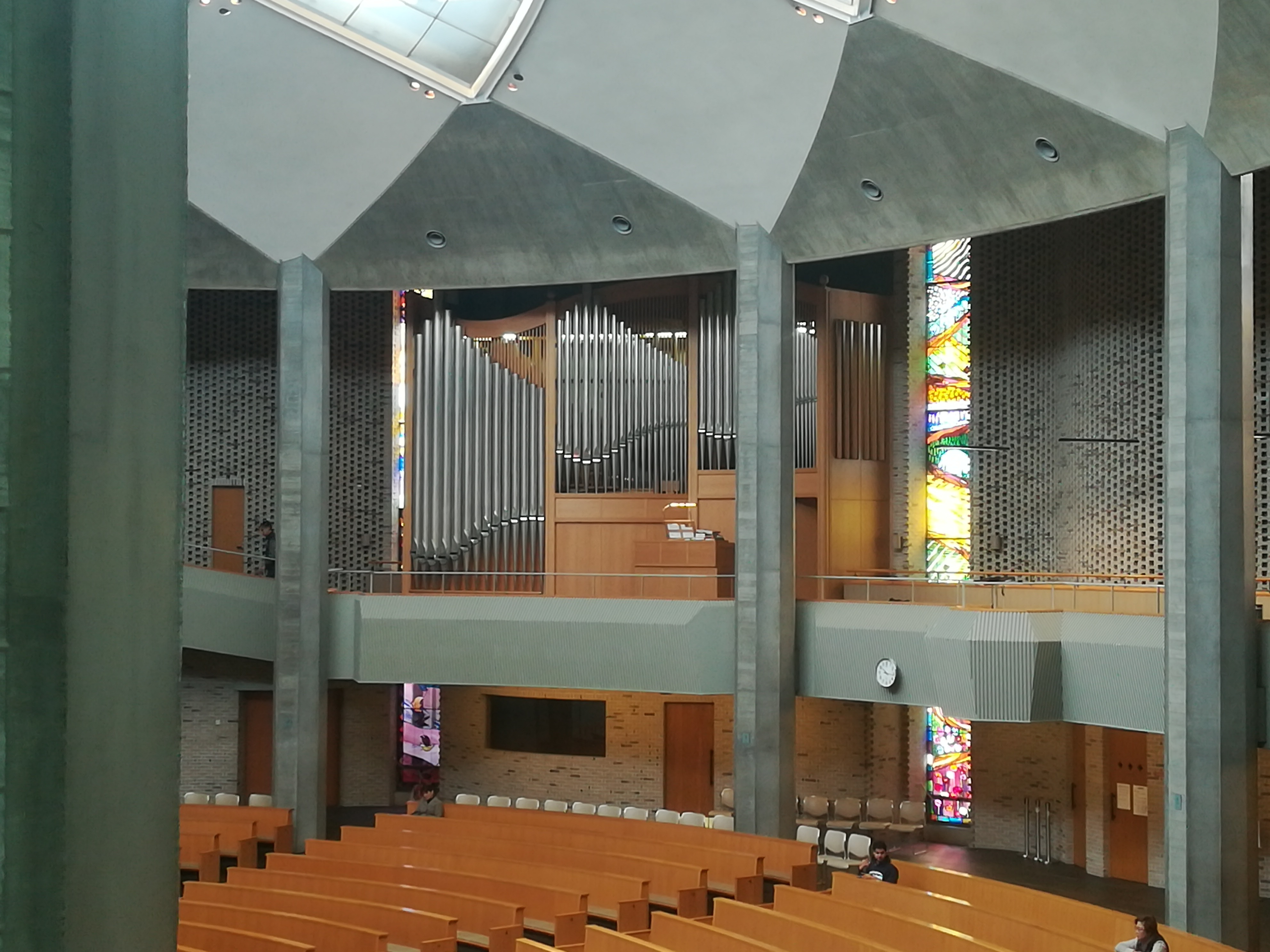
Jehmlich-Orgel